# Машинно инженерство
Машинното инженерство, наричано също машиностроене, е класическа инженерна наука, която не се ограничава само до чистото изграждане на машини, мотори, скоростни кутии и пр. Много специални области от машиностроенето са свързани с области от други науки като ги допълват, разширяват и доказват на практика техни теоретични постижения.
Машиностроенето е комбинация от изследване на основни принципи и развитието на технологични методи за изработване и серийно производство – типична област на техниката. Използват се физичните закономерности, особено от областите на механиката и термодинамиката, при проектирането, изследването, в т. ч. и чрез използване на симулирането на среда и принцип на действие при изработването на технически устройства. В днешно време чрез инженерните науки машиностроенето е основната област за изработването на производствени машини и за развитието на други отрасли които ги използват – земеделие, транспорт, производство и консервиране на храни, строителство.
Машиностроенето се извършва от специалисти с инженерна подготовка. Според производствените възможности на предприятието те работят върху идеята, проекта, изчислението, конструкцията, изграждането, изследване и развиването, производството и продажбата на машините от всички видове и техните градивни елементи под формата на резервни части, свързани с експлоатацията на произвеждания продукт. Не всяко машиностроително предприятие произвежда завършен за експлоатация продукт. В съвременния свят за сложни машини или производствени съоръжения се осъществява т. нар. процес на коопериране. Заводи, специализирани за производство на отделни агрегати, градивни елементи или спомагателни устройства като част от сложни производствени съоръжения, транспортна техника или машини, може да постигнат високо качество на произвеждания продукт, висока производствена ефективност и приемлива за потребителите цена. Така специализацията за проектиране и производство в дадена област на отделни единични градивни елементи позволява изграждане на много сложни обекти с висока надеждност, производствена ефективност и експлоатационна сигурност.
Широко използвани помощни средства при проектирането са CAD (Computer Aided Design) (Компютърно проектиране, проектиране посредством специализиран проектантски софтуер) и CAM (Computer Aided Manufacturing) (Производство, което се управлява посредством компютри и съответните програмни средства) – програмите, чиито изходящи файлове могат да се използват директно за симулация или за провеждане на проверовъчни изчисления, обикновено по метода на крайните елементи. Автоматизацията на производството и на регулационните механизми развиват нови подразделения на машиностроенето като измервателни, управляващи и регулационни устройства.
Машиностроенето е промишлен отрасъл с най-много подотрасли. На първо място е транспортното машиностроене. То включва производството на автомобили, влакове, вагони, самолети, кораби и др. Около 50 млн. автомобила се произвеждат годишно, като водещи страни са Япония, САЩ и Германия. Като втори успешно развиващ се подраздел на машиностроенето може да се посочи корабостроенето, който е един от най-старите промишлени отрасли.

## Основни подсектори (производства) на сектор машиностроене
- Производство на металообработващи и дървообработващи машини, инструменти
- Производство на мото- и електрокари, подемно-транспортна техника, възли, изделия и части за автомобили, ремаркета и полуремаркета
- Производство на машини и оборудване за химическата и хранително-вкусовата промишленост, селскостопанска техника
- Тежко инвестиционно машиностроене, метални конструкции, производство на метални изделия за вътрешния пазар
- Kорабостроене и кораборемонт
- Производство на хидравлични изделия
- Производство на отливки от черни и цветни сплави

## История
Свидетелство за приложения на машиностроенето са намерени в архивите на различни древни и средновековни култури. Шестте класически прости механизма са известни в древния Близък Изток. Клинът и наклонената равнина са известни още от праисторически времена. Колелото и оста са изобретени в Месопотамия през петото хилядолетие пр. н. е. Лостът се появява по същото време в Близкия Изток и се използва за направата на прости везни и за преместването на големи обекти в Древен Египет. Лостът се използва и у първите крано-подобни машини, които се появяват в Месопотамия около третото хилядолетие пр. н. е. за вдигането на предмети с вода. Най-ранните сведения за макара датират пак от Месопотамия, от второто хилядолетие пр. н. е.
Първите практични машини, задвижвани с вода, водното колело и воденицата, се появяват в Персия, на територията на днешните Ирак и Иран в началото на четвъртото хилядолетие пр. н. е. В Древна Гърция, работата на Архимед (287 – 212 г. пр. н. е.) повлиява на механиката на Запад. В Римски Египет, Херон (ок. 10 – 70 г.) създава първата парна машина (еолипил). В Китай, Джан Хън (78 – 139 г.) подобрява водния часовник и изобретява сеизмометъра. Пак там, малко по-късно е създадена колесница с диференциална предавка. Средновековният китайски инженер Су Сун (1020 – 1101 г.) вместява спусков часовников механизъм в астрономическата си часовникова кула два века преди въпросният механизъм да бъде въведен в средновековните европейски часовници. Освен това той изобретява първото верижно задвижване.
По време на Златния век на исляма (7 – 15 век), мюсюлманските изобретатели правят забележителни приноси в областта на машиностроителната технология. Ал-Джазари представя множество машинни проекти в свой труд от 1206 г. Той построява устройства като коляновия вал и разпределителния вал, които днес са основни елементи в много механизми.
През 17 век в Англия са направени някои важни и фундаментални открития в областта на машиностроенето. Исак Нютон формулира едноименните си закони и развива висшата математика, която служи за основа на физиката.
В началото на 19 век настъпва Индустриалната революция, в хода на която са разработени металорежещи инструменти в Англия, Шотландия и Германия. Това позволява на машинното инженерство да се отдели като отделна подобласт в рамките на инженерството. С тях се развиват производствените мощности и двигатели. Първата фабрика за шлифовъчни машини в Европа е открита от Йохан фон Цимерман в Кемниц през 1848 г.

### В България
Машиностроенето в България започва развитието си през 1878 г. с основаването на завод Арсенал за военни продукти в Русе, който да обслужва новосъздадената Българска армия. Три години по-късно е построена първата корабостроителница в България, пак в Русе. В Русе е създаден и първият завод за земеделски машини в страната през 1907 г. Самолетостроенето в България започва през 1925 г. с два завода: в Божурище и в Казанлък. Първите български трамваи са произведени в София през 1936 г. За осигуряване на кадри по машинно инженерство през 1941 г. е създадено Техническото училище, което по-късно прераства в Технически университет - София.
С установяването на социалистическата власт в България започва бурно развитие на тежката индустрия и особено на машиностроенето. Така през 1969 г. в Пловдив започва сглобяването на автомобилите Рено 8 и Рено 10, а през 1974 г. в Ботевград е пуснато масовото производство на автобуси Чавдар. 1979 година вижда раждането на комбината за тежко машиностроене в Радомир. Към края на 1980-те години водещата роля на машиностроенето в икономиката допринася за 30% от общото производство на страната. През 1987 г. производството на мотокари за промишлеността достига около 89 хиляди бройки годишно, което е повече от 20% от световното производство.
С настъпването на демократичните промени в страната се наблюдава ръст на чуждестранните инвестиции, докато компаниите постепенно се приватизират. Към 2010 г. страната вече е съживила машиностроителния си сектор, като броя на служителите в него е около 115 000. Най-големите подсектори по оборот са тези, произвеждащи транспортно оборудване и хидравлични елементи и системи.